# نوكلياز داخلي مؤلف
نوكلياز داخلي مؤلف (بالإنجليزية: Homing endonuclease)‏ هي عبارة عن مجموعة من انزيمات النوكلياز المشفرة.تكون إما قائمة بذاتها أو مرتبطة بالجينات ضمن الإنترونات.

## الوطيفة
وظيفة هذه الانزيمات هي قطع الحمض النووي البكتيري في نقطة محددة حيث يدخل بجوارها الجين الغريب إلى الشيفرة الجينية لدى البكتيريا. تتواجد هذه الإنزيمات كذلك في أنواع البكتيريا «الهيلوفيلية» (حرفيا: المحبة للملح) من مملكة الأرخيا، القادرة على العيش في نسبة ملوحة عالية جدا، حتى في مياه «البحر الميت». يركز غوفنا وغوغارتين على هذه البكتيريا بهدف تحليل المنظومة الجزيئية لنقل الجينات العرضي. (وبالصدفة، فإن تحليل المبنى الجزيئي للريبوزوم، قد تم إجراؤه.

## الهندسة الوراثية
تحتوي بعض الأشكال من الهندسة الوراثية طريقة استهداف الجين وضرب جينات محددة باستخدام النوكلياز أو النيوكلييزيز (Nucleases) المهندس  and "H-" ("hybrid") for enzymes synthesized in a laboratory. مثل نوكلياز أصبع الزنك (Zinc-Finger Nuclease) أو أنزيمات التوجيه (Homing Endonucleases) المعدلة وراثيا.